# Nectria spirostriata
Nectria spirostriata är en svampart som beskrevs av Rossman 1983. Nectria spirostriata ingår i släktet Nectria och familjen Nectriaceae.   Inga underarter finns listade i Catalogue of Life.